# Coupe d'Afrique de rugby à XV 2017
Navigation
Coupe d'Afrique 2016 Coupe d'Afrique 2018
La Coupe d'Afrique de rugby à XV 2017 est une compétition organisée par Rugby Afrique qui oppose les 16 meilleures nations africaines (en ne comptant pas l'Afrique du Sud qui participe à cette compétition occasionnellement).

## Équipes engagées
| Rang RA | Rang WR | Équipe   | Participation (Pre) | Meilleur résultat                              |
| ------- | ------- | -------- | ------------------- | ---------------------------------------------- |
| 1       | 20      | Namibie  | 13e (2000)          | Vainqueur (2002, 2004, 2009, 2014, 2015, 2016) |
| 2       | 25      | Kenya    | 13e (2003)          | Vainqueur (2011, 2013)                         |
| 3       | 36      | Zimbabwe | 16e (2000)          | Vainqueur (2012)                               |
| 4       | 39      | Sénégal  | 05e (2006)          |                                                |
| 5       | 45      | Ouganda  | 10e (2003)          | Vainqueur (2007)                               |
| 7       | 49      | Tunisie  | 13e (2000)          | Finaliste (2002, 2009, 2011)                   |

| Division 1B (Rugby Africa Silver Cup) - Botswana (64) - Côte d'Ivoire (54) - Madagascar (48) - Maroc (52) | Division 1C (Rugby Africa Bronze Cup) Groupe Nord : - Algérie (nc) - Cameroun (89) (suspendu) - Nigeria (75) (forfait) Groupe sud : - Maurice (93) - Zambie (81) - Rwanda (95) |

## Rugby Africa Gold Cup

### Format
Les matchs se disputent sous forme de tournoi organisé du 24 juin au 5 août 2017.

### Détails des résultats
| 24 juin 2017 16 h 30 | Kenya                                              | 33 - 33 (16 - 13) | Ouganda                                            | RFUEA Grounds, Nairobi Arbitre : Laurent Cardona |
| 24 juin 2017 16 h 30 | Essai(s) : 4 Transformation(s) : 2 Pénalité(s) : 3 | Rapport           | Essai(s) : 3 Transformation(s) : 3 Pénalité(s) : 4 | RFUEA Grounds, Nairobi Arbitre : Laurent Cardona |
| 24 juin 2017 16 h 30 |                                                    | Rapport           |                                                    | RFUEA Grounds, Nairobi Arbitre : Laurent Cardona |

| 24 juin 2017 15 h 30 | Sénégal                                            | 16 - 28 (13 - 6) | Zimbabwe                                           | Stade Ibi Mar Diop, Dakar 1 500 spectateurs Arbitre : Thomas Charabas |
| 24 juin 2017 15 h 30 | Essai(s) : 1 Transformation(s) : 1 Pénalité(s) : 3 | Rapport          | Essai(s) : 4 Transformation(s) : 1 Pénalité(s) : 2 | Stade Ibi Mar Diop, Dakar 1 500 spectateurs Arbitre : Thomas Charabas |
| 24 juin 2017 15 h 30 |                                                    | Rapport          |                                                    | Stade Ibi Mar Diop, Dakar 1 500 spectateurs Arbitre : Thomas Charabas |

| 1er juillet 2017 19 h | Tunisie                            | 7 - 53 (7 - 17) | Namibie                                            | Stade Ben Jannet, Monastir 1 500 spectateurs Arbitre : Cédric Marchat |
| 1er juillet 2017 19 h | Essai(s) : 1 Transformation(s) : 1 | Rapport         | Essai(s) : 8 Transformation(s) : 5 Pénalité(s) : 1 | Stade Ben Jannet, Monastir 1 500 spectateurs Arbitre : Cédric Marchat |
| 1er juillet 2017 19 h |                                    | Rapport         |                                                    | Stade Ben Jannet, Monastir 1 500 spectateurs Arbitre : Cédric Marchat |

| 1er juillet 2017 16 h | Sénégal                                            | 16 - 17 (13 - 17) | Ouganda                                            | Stade Ibi Mar Diop, Dakar 3 500 spectateurs Arbitre : Sébastien Minery |
| 1er juillet 2017 16 h | Essai(s) : 1 Transformation(s) : 1 Pénalité(s) : 3 | Rapport           | Essai(s) : 2 Transformation(s) : 2 Pénalité(s) : 1 | Stade Ibi Mar Diop, Dakar 3 500 spectateurs Arbitre : Sébastien Minery |
| 1er juillet 2017 16 h |                                                    | Rapport           |                                                    | Stade Ibi Mar Diop, Dakar 3 500 spectateurs Arbitre : Sébastien Minery |

| 8 juillet 2017 16 h 00 | Kenya                                                | 100 - 10 (46 - 10) | Tunisie      | RFUEA Grounds, Nairobi 4 100 spectateurs Arbitre : Tual Trainini |
| 8 juillet 2017 16 h 00 | Essai(s) : 16 Transformation(s) : 10 Pénalité(s) : 1 | Rapport            | Essai(s) : 2 | RFUEA Grounds, Nairobi 4 100 spectateurs Arbitre : Tual Trainini |
| 8 juillet 2017 16 h 00 |                                                      | Rapport            |              | RFUEA Grounds, Nairobi 4 100 spectateurs Arbitre : Tual Trainini |

| 8 juillet 2017 | Namibie                              | 95 - 0 (36 - 0) | Sénégal | Hage Geingob Stadium, Windhoek 1 000 spectateurs Arbitre : Egon Ryan Seconds |
| 8 juillet 2017 | Essai(s) : 15 Transformation(s) : 10 | Rapport         |         | Hage Geingob Stadium, Windhoek 1 000 spectateurs Arbitre : Egon Ryan Seconds |
| 8 juillet 2017 |                                      | Rapport         |         | Hage Geingob Stadium, Windhoek 1 000 spectateurs Arbitre : Egon Ryan Seconds |

| 15 juillet 2017 14 h | Kenya                              | 45 - 25 (24 - 10) | Sénégal                                            | RFUEA Grounds, Nairobi 2 000 spectateurs Arbitre : Thomas Charabas |
| 15 juillet 2017 14 h | Essai(s) : 7 Transformation(s) : 5 | Rapport           | Essai(s) : 3 Transformation(s) : 2 Pénalité(s) : 2 | RFUEA Grounds, Nairobi 2 000 spectateurs Arbitre : Thomas Charabas |
| 15 juillet 2017 14 h |                                    | Rapport           |                                                    | RFUEA Grounds, Nairobi 2 000 spectateurs Arbitre : Thomas Charabas |

| 15 juillet 2017 | Ouganda | 78 - 17 | Tunisie | Kampala Arbitre : Lesego Legoete (en) |
| 15 juillet 2017 | Rapport |         |         | Kampala Arbitre : Lesego Legoete (en) |
| 15 juillet 2017 |         |         |         | Kampala Arbitre : Lesego Legoete (en) |

| 15 juillet 2017 16 h | Namibie                            | 31 - 26 (7 - 20) | Zimbabwe                                           | Windhoek 2 000 spectateurs Arbitre : Quinton Immelman (en) |
| 15 juillet 2017 16 h | Essai(s) : 5 Transformation(s) : 3 | Rapport          | Essai(s) : 2 Transformation(s) : 2 Pénalité(s) : 4 | Windhoek 2 000 spectateurs Arbitre : Quinton Immelman (en) |
| 15 juillet 2017 16 h |                                    | Rapport          |                                                    | Windhoek 2 000 spectateurs Arbitre : Quinton Immelman (en) |

| 22 juillet 2017 14 h | Ouganda                                            | 24 - 48 (10 - 22) | Namibie                                            | Stade Legends Rugby Club, Kampala Arbitre : Lourens van der Merwe (en) |
| 22 juillet 2017 14 h | Essai(s) : 3 Transformation(s) : 3 Pénalité(s) : 1 | Rapport           | Essai(s) : 7 Transformation(s) : 5 Pénalité(s) : 1 | Stade Legends Rugby Club, Kampala Arbitre : Lourens van der Merwe (en) |
| 22 juillet 2017 14 h |                                                    | Rapport           |                                                    | Stade Legends Rugby Club, Kampala Arbitre : Lourens van der Merwe (en) |

| 22 juillet 2017 15 h 30 | Zimbabwe                                           | 22 - 41 (12 - 17) | Kenya                                              | Stade Hartsfield, Bulawayo 2 500 spectateurs Arbitre : Lesego Legoete (en) |
| 22 juillet 2017 15 h 30 | Essai(s) : 3 Transformation(s) : 2 Pénalité(s) : 1 | Rapport           | Essai(s) : 5 Transformation(s) : 5 Pénalité(s) : 2 | Stade Hartsfield, Bulawayo 2 500 spectateurs Arbitre : Lesego Legoete (en) |
| 22 juillet 2017 15 h 30 |                                                    | Rapport           |                                                    | Stade Hartsfield, Bulawayo 2 500 spectateurs Arbitre : Lesego Legoete (en) |

| 29 juillet 2017 16 h | Namibie                            | 45 - 7 (14 - 0) | Kenya                              | Hage Geingob Stadium, Windhoek 4 500 spectateurs Arbitre : Egon Ryan Seconds |
| 29 juillet 2017 16 h | Essai(s) : 7 Transformation(s) : 5 | Rapport         | Essai(s) : 1 Transformation(s) : 1 | Hage Geingob Stadium, Windhoek 4 500 spectateurs Arbitre : Egon Ryan Seconds |
| 29 juillet 2017 16 h |                                    | Rapport         |                                    | Hage Geingob Stadium, Windhoek 4 500 spectateurs Arbitre : Egon Ryan Seconds |

| 29 juillet 2017 15 h | Zimbabwe                                           | 23 - 31 (13 - 16) | Tunisie                                            | Prince Edward School, Harare Arbitre : Jaco van Heerden (en) |
| 29 juillet 2017 15 h | Essai(s) : 3 Transformation(s) : 1 Pénalité(s) : 2 | Rapport           | Essai(s) : 3 Transformation(s) : 2 Pénalité(s) : 4 | Prince Edward School, Harare Arbitre : Jaco van Heerden (en) |
| 29 juillet 2017 15 h |                                                    | Rapport           |                                                    | Prince Edward School, Harare Arbitre : Jaco van Heerden (en) |

| 5 août 2017 16 h 30 | Ouganda                            | 38 - 12 (26 - 12) | Zimbabwe                           | Legends Stadium, Kampala 5 000 spectateurs Arbitre : Quinton Immelman (en) |
| 5 août 2017 16 h 30 | Essai(s) : 6 Transformation(s) : 4 | Rapport           | Essai(s) : 2 Transformation(s) : 1 | Legends Stadium, Kampala 5 000 spectateurs Arbitre : Quinton Immelman (en) |
| 5 août 2017 16 h 30 |                                    | Rapport           |                                    | Legends Stadium, Kampala 5 000 spectateurs Arbitre : Quinton Immelman (en) |

| 5 août 2017 | Tunisie | 26 - 18 | Sénégal | Monastir Arbitre : Adrien Descottes |
| 5 août 2017 | Rapport |         |         | Monastir Arbitre : Adrien Descottes |
| 5 août 2017 |         |         |         | Monastir Arbitre : Adrien Descottes |

### Classement
| Rang | Pays     | J | V | N | D | Em | Ee | Bo | Bd | Pm  | Pe  | Diff | Pts |
| ---- | -------- | - | - | - | - | -- | -- | -- | -- | --- | --- | ---- | --- |
| 1    | Namibie  | 5 | 5 | 0 | 0 | 23 | 1  | 5  | 0  | 265 | 64  | +201 | 25  |
| 2    | Kenya    | 5 | 3 | 1 | 1 | 20 | 5  | 3  | 0  | 226 | 135 | +91  | 17  |
| 3    | Ouganda  | 5 | 3 | 1 | 1 | 5  | 5  | 1  | 0  | 152 | 114 | +38  | 15  |
| 4    | Tunisie  | 5 | 2 | 0 | 3 | 3  | 24 | 0  | 0  | 65  | 254 | -189 | 8   |
| 5    | Zimbabwe | 5 | 1 | 0 | 4 | 4  | 1  | 1  | 1  | 99  | 119 | -20  | 6   |
| 6    | Sénégal  | 5 | 0 | 0 | 5 | 2  | 21 | 0  | 1  | 57  | 185 | -128 | 1   |

|  | Vainqueur du championnat (no 1). |
|  | Relégué en division 1B (no 6).   |

## Rugby Africa Silver Cup

### Format
Les matchs se disputent sous forme de tournoi organisé au Maroc du 5 juillet au 8 juillet 2017.

### Tableau
|  | Demi-finales      | Demi-finales      |                        |    | Finale            | Finale            |
|  | Demi-finales      | Demi-finales      |                        |    | Finale            | Finale            |
|  |                   |                   |                        |    |                   |                   |
|  | le 5 juillet 2017 | le 5 juillet 2017 |                        |    | le 8 juillet 2017 | le 8 juillet 2017 |
|  | le 5 juillet 2017 | le 5 juillet 2017 |                        |    | le 8 juillet 2017 | le 8 juillet 2017 |
|  | Maroc             | 57                |                        |    | le 8 juillet 2017 | le 8 juillet 2017 |
|  | Maroc             | 57                |                        |    | le 8 juillet 2017 | le 8 juillet 2017 |
|  | Madagascar        | 33                |                        |    | le 8 juillet 2017 | le 8 juillet 2017 |
|  | Madagascar        | 33                | Maroc                  | 8  |                   |                   |
|  | le 5 juillet 2017 |                   | Maroc                  | 8  |                   |                   |
|  |                   | Côte d'Ivoire     | 3                      |    |                   |                   |
|  | Botswana          | Côte d'Ivoire     | 3                      | 25 |                   |                   |
|  | Botswana          |                   |                        | 25 |                   |                   |
|  | Côte d'Ivoire     | 58                |                        |    |                   |                   |
|  | Côte d'Ivoire     | 58                | Match pour la 3e place |    |                   |                   |
|  |                   |                   |                        |    |                   |                   |
|  | le 8 juillet 2017 |                   |                        |    |                   |                   |
|  |                   |                   |                        |    |                   |                   |
|  | Madagascar        | 47                |                        |    |                   |                   |
|  | Madagascar        | 47                |                        |    |                   |                   |
|  | Botswana          | 26                |                        |    |                   |                   |
|  | Botswana          | 26                |                        |    |                   |                   |

### Détails des résultats
| 5 juillet 2017 | Maroc   | 57 - 33 | Madagascar | Stade de COC, Casablanca 1 000 spectateurs Arbitre : Cédric Clave |
| 5 juillet 2017 | Rapport |         |            | Stade de COC, Casablanca 1 000 spectateurs Arbitre : Cédric Clave |
| 5 juillet 2017 |         |         |            | Stade de COC, Casablanca 1 000 spectateurs Arbitre : Cédric Clave |

| 5 juillet 2017 | Botswana | 25 - 58 | Côte d'Ivoire | Stade de COC, Casablanca 800 spectateurs Arbitre : Ludovic Cayre |
| 5 juillet 2017 | Rapport  |         |               | Stade de COC, Casablanca 800 spectateurs Arbitre : Ludovic Cayre |
| 5 juillet 2017 |          |         |               | Stade de COC, Casablanca 800 spectateurs Arbitre : Ludovic Cayre |

| 8 juillet 2017 15 h 30 | Maroc   | 8 - 3 | Côte d'Ivoire | Stade de COC, Casablanca 1 000 spectateurs Arbitre : Ludovic Cayre |
| 8 juillet 2017 15 h 30 | Rapport |       |               | Stade de COC, Casablanca 1 000 spectateurs Arbitre : Ludovic Cayre |
| 8 juillet 2017 15 h 30 |         |       |               | Stade de COC, Casablanca 1 000 spectateurs Arbitre : Ludovic Cayre |

| 8 juillet 2017 17 h 30 | Madagascar | 47 - 24 | Botswana | Stade de COC, Casablanca 600 spectateurs Arbitre : Cédric Clave |
| 8 juillet 2017 17 h 30 | Rapport    |         |          | Stade de COC, Casablanca 600 spectateurs Arbitre : Cédric Clave |
| 8 juillet 2017 17 h 30 |            |         |          | Stade de COC, Casablanca 600 spectateurs Arbitre : Cédric Clave |

Vainqueur de la compétition, le Maroc est promu et disputera la Gold Cup 2018. Grâce au changement de format de la Silver Cup qui passe à six équipes en 2018, le Botswana n'est pas relégué.

## Rugby Africa Bronze Cup

### Groupe Nord

#### Format
Les matchs devaient se disputer sous forme d'un tournoi organisé au Cameroun. Après plusieurs reports, le Cameroun a été suspendu par Rugby Afrique. À la suite du forfait du Nigéria, l'Algérie est directement qualifiée en finale.

### Groupe Sud

#### Format
Les matchs se disputent sous forme de tournoi organisé du 23 au 29 avril, au Lusaka Show Grounds.

#### Détails des résultats
| 23 avril 2017 | Zambie  | 69 - 3 | Maurice | Lusaka |
| 23 avril 2017 | Rapport |        |         | Lusaka |
| 23 avril 2017 |         |        |         | Lusaka |

| 26 avril 2017 | Maurice | 12 - 24 | Rwanda | Lusaka |
| 26 avril 2017 | Rapport |         |        | Lusaka |
| 26 avril 2017 |         |         |        | Lusaka |

| 29 avril 2017 | Zambie  | 92 - 3 | Rwanda | Lusaka |
| 29 avril 2017 | Rapport |        |        | Lusaka |
| 29 avril 2017 |         |        |        | Lusaka |

#### Classement
| Rang | Nation  | J | V | N | D | Pm  | Pe  | Diff | Pts |
| ---- | ------- | - | - | - | - | --- | --- | ---- | --- |
| 1    | Zambie  | 2 | 2 | 0 | 0 | 161 | 6   | +155 | 10  |
| 2    | Rwanda  | 2 | 1 | 0 | 1 | 27  | 104 | -77  | 4   |
| 3    | Maurice | 2 | 0 | 0 | 2 | 15  | 93  | -78  | 0   |

|  | Vainqueur (no 1). |

### Finale
| 4 novembre 2017 16 h 00 | Zambie | 25 - 30 (6 - 15) | Algérie | Mufulira, Zambie 3 000 spectateurs Arbitre : Julian Mundawara |
| 4 novembre 2017 16 h 00 | Essai(s) : David Chimbukuzu 63e · Melvin Banda 68e · Bruce Saimbunji 80e · Transformation(s) : Laston Mukosa (2/3) (64e, 80e) · Pénalité(s) : Laston Mukosa (2/3) (13e, 40e) · | Rapport          | Essai(s) : Cardon 11e 37e · Khaled Kahlouchi 50e · Benamor 73e · Transformation(s) : Bensalla (2/3) (12e, 50e) · Yoan Saby (0/1) · Pénalité(s) : Bensalla (2/3) (8e, 43e) · | Mufulira, Zambie 3 000 spectateurs Arbitre : Julian Mundawara |
| 4 novembre 2017 16 h 00 | | Rapport          | | Mufulira, Zambie 3 000 spectateurs Arbitre : Julian Mundawara |

| Zambie · Titulaires · 1 Ali Bhika · 2 Kafula Chishimba · 3 Chalwe 22e · 4 Thadious Chipoya · 5 Patrick Lungu 22e · 6 Terry Kayamba 51e · 7 Fernad Kashimoto · 8 Bwalya Bwalya 59e · 9 Emmanuel Daka · 10 Laston Mukosa · 11 Larry Kaushiku · 12 Israel Kalumba · 13 David Chimbukuzu 63e · 14 Mutinta Malambo 51e · 15 Jubilee Chisenga 39e · Remplaçants · 16 Nigel Chibwe 22e · 17 Sikaonga 22e · 18 Bruce Siabunji 59e 80e · 19 Enock Mutembo · 20 Chewe 51e · 21 Chikumbe 39e · 22 Brian Mbalwe · 23 Melvin Banda 51e 68e · Entraîneur · Mwamba Chishimba |  | Algérie · Titulaires · 73e Nasser Benamor 1 · 62e Yassine Saaoui 2 · 60e Bekada Belhaouari 3 · Rabah Abdelkader 4 · 39e Abdel Mezdour 5 · 37e 11e Rémi Cardon 6 · Jonathan Best 7 · 50e Khaled Kahlouchi 8 · 70e Brahim Bouhraoua 9 · 64e Johan Bensalla 10 · Maxim Meneghini 11 · 39e Vincent Houari 12 · Mohamed Belguidoum 13 · 18e Lou Bouhraoua 14 · Djamel Ouchene 15 · Remplaçants · 62e Ali Guerraoui 16 · 60e Rudy Rezkallah 17 · 39e Yakine Djebbari 18 · 18e Samir Khamouche 19 · 64e Yoan Riad Saby 20 · 39e Thibault Renart 21 · 70e Beranger Kouider Saieb 22 · Entraîneur · Boumedienne Allam |

Les deux équipes sont promues et disputeront la Silver Cup 2018, qui passe à six équipes.